# 김상덕 (1985년)
김상덕(한국 한자: 姜慶默, 1985년 1월 1일 ~ )은 대한민국의 전 축구 선수이며, 포지션은 미드필더였다.